# Hartwig Pohlmann
Hartwig Pohlmann, auch Pohlman (* 1898; † 1989) war ein deutscher Offizier der Wehrmacht und Bundeswehr, zuletzt Oberst d. R. und Autor militärhistorischer Schriften.

## Leben
Hartwig Pohlmann war in der Wehrmacht von 1939 bis Februar 1940 Erster Generalstabsoffizier der 31. Infanterie-Division.
Für den Fall der Durchführung der Operation Weserübung sollte der General des XXI. Armeekorps, General Nikolaus von Falkenhorst, das Kommando übernehmen. Ende Februar 1940 wurde die Gruppe XXI gebildet und dem OKW unmittelbar unterstellt. Pohlmann wurde als Oberstleutnant  Operationsoffizier (Ia) der Gruppe XXI.
Am 6. April 1940 besprach Oskar Schlitter mit Ernst von Weizsäcker, Friedrich Gaus, dem früheren Offizier der Abwehr, Kurt Himer, Hermann Böhme (Oberstleutnant im OKW, Bereich Landesverteidigung), Pohlmann sowie zwei weiteren Beamten des Auswärtigen Amtes in Berlin die diplomatischen Schritte zur Verschleierung der deutschen Okkupation Dänemarks und Norwegens. Himer und Pohlmann wurden als Unterstützung für den Missionschef, der deutsche Gesandte in Oslo Curt Bräuer, und den deutscher Gesandter in Kopenhagen Cécil von Renthe-Fink ausgewählt. In dieser Funktion reisten beide zivil nach Kopenhagen und Oslo. Ihre Uniformen waren in Diplomatengepäck Schlitters versteckt. In Oslo übergab Pohlmann mehrere Anweisungen, wonach der für Schweden zuständige, aber in Oslo weilende Militärattaché Bruno von Uthmann sofort Norwegen zu verlassen hatte. Der für Norwegen verantwortliche Luftattaché Eberhard Spiller sollte sich am kommenden Tag einer deutschen Luftlandeeinheit anschließen, die den Auftrag hatte, den norwegischen König in Gewahrsam zu nehmen, und der Marineattaché Richard Schreiber wurde zur Einweisung des Leiters der deutschen Gesandtschaft in die konkreten militärischen Schritte um 23.00 Uhr in der diplomatischen Mission erwartet. Zu diesem Zeitpunkt unterwies Pohlmann, im Beisein des Missionschefs Bräuer, die Anwesenden in den konkreten Ablauf der militärischen Besetzung Norwegens und übergab das von ihm mitgeführte versiegelte „Deutsche Memorandum“, Das Memorandum wurde entsiegelt und die Vorgehensweise für den kommenden Tag anhand der beigefügten Instruktionen (Weisung) besprochen.
Es folgten sein Einsatz an der Westfront und auf dem Balkan. Später kam er an die Ostfront. Er war Kommandeur des Grenadier-Regiments 284 bei der 96. Infanterie-Division, welche an der Wolchow-Front kämpfte.
Als Festungskommandant Gironde Nord (Royan) hatte er als Oberst bereits vor dem OKW-Befehl vom 22. September 1944 die FFI als Kombattanten anerkannt. Pohlmann wurde als Nachfolger für den erkrankten Generalmajor Fritz Meyer Festungskommandant Gironde Süd vorgesehen. In der Folge suchte er die französischen Belagerer der Festung von einem Angriff abzuhalten. Er führte die unversehrten Hafenanlagen als Argument an. Obwohl die Sprengung des Seebahnhofs von Le Verdon bereits durch den Oberbefehlshaber West und die Kriegsmarine befohlen worden war, brachte Pohlmann diesen noch als Argument der französischen Seite gegenüber an, die Festung nicht anzugreifen.  Die Franzosen lehnten ab und Pohlmann, wie auch sein Vorgänger, Meyer, wurde vom OKW daraufhin nach Deutschland beordert. Er wurde vor ein Kriegsgericht gestellt, aber freigesprochen, und kam in die Führerreserve. Fregattenkapitän Georg von Berger übernahm für kurze Zeit und in Vertretung die Festungskommendantur Gironde Süd. Am 17. November 1944 wurden die Hafenanlagen und der Seebahnhof von Le Verdon gesprengt.
Nach dem Krieg trat er der Bundeswehr bei und veröffentlichte eine Vielzahl von Kriegsberichten, u. a. im Alte Kameraden.
2016 wird Pohlmann im Film The King’s Choice – Angriff auf Norwegen von Andreas Lust verkörpert.

## Werke (Auswahl)
- Die Kaiserliche Schutztruppe für Deutsch-Südwestafrika. Schweiger&Pick, 1955.
- Winterschlacht am Ladoga-See 1943. In: Alte Kameraden, 1, 1956, S. 9–10.
- Geschichte der 96. Infanterie-Division 1939–1945. Podzun, 1959.
- Die Festung Gironde Nord (Royan) 1944/45. In: Feldgrau, 1959, diverse Seiten; Feldgrau 1960, diverse Seiten
- Tradition und Bundeswehr. Aus der Sicht eines alten Wehrmachts- und neuen Bundeswehr-Offiziers. In: Alte Kameraden, 9. Jahrgang, 1961, Heft 10, S. 10 ff.
- Wolchow–900 Tage Kampf um Leningrad, 1941–1944. Podzun, 1962.
- Korpsmanöver „Widder“ im November 1963. In: Wehrkunde, 1, 1964.
- Die Festungen an der Girondemündung 1944/45. In: Deutsches Soldatenjahrbuch, 1979, S. 214–226.